# فيونا آبل
فيونا آبل مكافي ماغرت (بالإنجليزية: Fiona Apple McAfee Maggart)‏ (ولدت في 13 سبتمبر 1977) هي مغنية وكاتبة أغاني وعازفة بيانو ومنتجة أسطوانات أمريكية. تم تدريبها على عزف البيانو عندما كانت طفلة. بدأت بتأليف اغانيها الخاصة عندما كانت بالثامنة من عمرها. أصدرت ألبومها الموسيقي الأول "Tidal" الذي كتبته بعمر السابعة عشر بعام 1996 وتلقت جائزةغرامي لأغنيتها "Criminal". اصدرت ألبومها الثاني "...When the Pawn" بعام 1999 وحقق نجاح تجاري وحظى بإعجاب بين النقاد مثل ألبومها الأول.
بدأت بتسجيل ألبومها الثالث "Extraordinary Machine" الذي اصدر بعام 2005 بعام 2002. ولكنها لم تكن سعيدة بإنتاج الألبوم وقررت الا تصدر الألبوم مما أدى إلى احتجاج المعجبين ضد شركة التسجيل لأنهم ظنوا ان الشركة كانت تمنع إصدار الألبوم. إعادة إنتاج الألبوم بالنهاية بدون المنتج القديم واصدرته بعام 2005 ولاقى نجاح بين النقاد. أصدرت ألبومها الرابع "...The Idler Wheel" بعام 2012 وقامت بجولة موسيقية للألبوم. لاقى الألبوم نجاح عالمي بين النقاد مع إطلاق الكثير عليه بأفضل الألبومات الموسيقية بعام 2012.
مدى صوتها كونترالتو. لدى أسلوبها الموسيقي عناصر من موسيقى الجاز وروك بديل.

## النشأة
ولدت بمدينة نيويورك بعام 1977. آبل هي ابنة المغنية دايان مكافي والممثل براندون ماغرت. حفيدة الراقصة ميليسينت غرين وجوني مكافي. تغني اختها في الكباريه تحت الاسم الفني مود ماغرت والممثل غاريت ماغرت هو اخاها الغير شقيق. ترعرعت آبل في هارلم مع والدتها واختها، ولكنها امضت بعض أشهر الصيف مع والدها في لوس انجلس. تم تدريب آبل على البيانو عندما كانت طفلة وبدأت بتأليف قطعها الموسيقية الخاصة بعمر الثامنة. بدأت لاحقاً بالتعمق بموسيقى الجاز وعندها تعرفت على موسيقى بيلي هوليدي وإلا فيتزجيرالد الذين اصبحوا إلهام كبير عليها.
تعرضت آبل للاغتصاب عندما كانت بالثانية عشر من عمرها بخارج الشقة التي عاشت بها مع والدتها واختها. بدأت ممارسة اضطراب الأكلعن عمد بعدما حدث ذلك؛ لكي تجعل من جسدها الذي يمر بمرحلة البلوغ نحيلاً لأنها رأته كالطُعم. أصبح الاغتصاب إلهام لأغنيتها "Sullen Girl".

## وصلات خارجية
- الموقع الرسمي
- فيونا آبل على مشروع الدليل المفتوح
- Fiona Apple  على فيسبوك.
- فيونا آبل على موقع IMDb (الإنجليزية)
- فيونا آبل على موقع ميتاكريتيك (الإنجليزية)
- فيونا آبل على موقع روتن توميتوز (الإنجليزية)
- فيونا آبل على موقع قاعدة بيانات الأفلام العربية
- فيونا آبل على موقع ألو سيني (الفرنسية)
- فيونا آبل على موقع ميوزك برينز (الإنجليزية)
- فيونا آبل على موقع رولينغ ستون (الإنجليزية)
- فيونا آبل على موقع أول موفي (الإنجليزية)
- فيونا آبل على موقع إن إن دي بي (الإنجليزية)
- فيونا آبل على موقع أول ميوزيك (الإنجليزية)